# 송악 나들목
송악 나들목(Songak IC)은 충청남도 당진시 송악읍 복운리에 설치된 서해안고속도로의 26번 교차로이다. 송악경제자유구역 등지로 진출할 수 있으며, 인근에 현대제철 등 철강 회사와 국가산업단지가 있다.
명칭처럼 송악읍에 위치해 있지만, 명칭과는 달리 송악읍 소재지 (기지시리, 반촌리, 가학리)로 가려면 이 나들목보다 당진 나들목이 더 가깝다.
수도권 쪽에서 오는 경우, 서산시 대산읍으로 가려면 서산 나들목보다 이 나들목을 이용하는 것이 더 빠르다.

## 연혁
- 1995년 9월 1일 : 1998년 12월까지 나들목 건설을 위해 충청남도 당진군 송악면 복운리 2.1km 구간 도로구역 결정[1]
- 2000년 11월 10일 : 서해안고속도로 안중 ~ 당진 구간 개통과 함께 영업 개시[2]

## 구조물 정보
- 위치 : 충청남도 당진시 송악읍 복운리
- 영업소 : 충청남도 당진시 송악읍 구래길 245

## 접속하는 도로
- 북부산업로 (국도 제38호선, 국도 제77호선)
- 간접 연결 : 지방도 제619호선 (송악로, 한진 교차로 이용)

## 교통량 정보
| 요금소        | 통행량 (대/일) | 통행량 (대/일) | 통행량 (대/일) | 통행량 (대/일) | 통행량 (대/일) | 통행량 (대/일) | 통행량 (대/일) | 통행량 (대/일) | 통행량 (대/일) | 통행량 (대/일) | 각주  |
| 요금소        | 2001년         | 2002년         | 2003년         | 2004년         | 2005년         | 2006년         | 2007년         | 2008년         | 2009년         | 2010년         | 각주  |
| ------------- | -------------- | -------------- | -------------- | -------------- | -------------- | -------------- | -------------- | -------------- | -------------- | -------------- | ----- |
| 송악 (폐쇄식) | 5,600          | 5,771          | 6,620          | 7,270          | 8,164          | 8,401          | 9,171          | 9,822          | 10,634         | 10,616         | [ 3 ] |
| 요금소        | 2011년         | 2012년         | 2013년         | 2014년         | 2015년         | 2016년         | 2017년         | 2018년         | 2019년         |                | [ 3 ] |
| 송악 (폐쇄식) | 10,435         | 10,742         | 10,495         | 10,386         | 10,990         | 12,020         | 12,296         | 12,195         | 12,299         |                | [ 3 ] |